# U-44 (1939)
U-44 – niemiecki okręt podwodny (U-Boot) typu IX A z okresu II wojny światowej. Okręt wszedł do służby w 1939.

## Historia
Zamówienie na budowę okrętu podwodnego zostało złożone w stoczni AG Weser w Bremie 21 listopada 1936. Rozpoczęcie budowy okrętu miało miejsce 15 września 1938. Wodowanie nastąpiło 5 sierpnia 1939, wejście do służby 4 listopada 1939.
Okręt w czasie szkolenia wchodził w skład 6. Flotylli, później 2. (jako jednostka bojowa). Jedynym dowódcą był Kptlt. Ludwig Mathes.
U-44 odbył 2 patrole bojowe, podczas których zatopił 8 jednostek o łącznej pojemności 30.885 BRT.
Zatonął około 13 marca 1940 na polu minowym na Morzu Północnym, postawionym przez brytyjskie niszczyciele (poprzednio błędnie uważano, że został zatopiony przez niszczyciel HMS „Fortune”).